# Borbona
Borbona é uma comuna italiana da região do Lácio, província de Rieti, com cerca de 725 habitantes. Estende-se por uma área de 46 km², tendo uma densidade populacional de 16 hab/km². Faz fronteira com Antrodoco, Cagnano Amiterno (AQ), Cittareale, Micigliano, Montereale (AQ), Posta.

## Demografia
| Variação demográfica do município entre 1861 e 2011                               |
|                                                                                   |
| Fonte: Istituto Nazionale di Statistica (ISTAT) - Elaboração gráfica da Wikipedia |